# 角川ダム
角川ダム（かどかわダム）は、富山県魚津市、二級河川・角川本流上流部に建設されたダムである。
富山県が管理する県営ダムで、高さ58.5メートルのロックフィルダム。1969年（昭和44年）の水害を機に洪水調節を主目的とした治水ダムとして計画され、国庫の補助を受けて建設が進められ、1978年10月30日に竣工した補助治水ダム事業である。堰堤は早月川沿岸の川石を敷き詰めている。
洪水調節容量は98万m2、放流用調整ローラーゲートは2門で、低水放水管も設けられている。
ダムによって形成された人造湖には、名称が付けられていない。

## 目的
角川の洪水調節のほか、貯水による生活用水・農業用水としての利用を目的としている。この他魚津市の角川沿岸にある農地の慣行水利権分の農業用水取水を安定化させる不特定利水を目的としている。

## 建設の過程
1969年度から1971年度にかけて、地形、地質調査、材料調査が実施され、ダム建設の可能性が検討された。当初は重力式コンクリートダムとして建設される予定であったが、建設予定地の岩盤がコンクリートダムにするには適当でないことや、付近上流に盛り立て用の良質な安山岩が豊富なこと、岩石の運搬道路もあることなどから、ロックフィルダムに変更された。1972年に右岸付帯道路建設に着手し、1973年9月に本体契約が結ばれたが、この前後の第一次オイルショックの影響で実施年度が2年近く遅れることになった。1974年5月27日に起工式が執り行われ、同月中にに仮排水路が完成し、基礎掘削が開始され、1975年8月に盛り立て、同年9月23日に定礎式、1977年7月に管理設備に着手、1977年10月に盛立完了、12月に洪水吐水コンクリートの打設完了、1978年6月に本体工事、7月に管理設備工事がそれぞれ完成し、7月4日に湛水式が実施された。

## 周辺
- 富山県道67号宇奈月大沢野線
- 白倉トンネル
- 松倉城跡